# Bodegas Cristo de la Vega
Bodegas Cristo de la Vega también conocida como Cooperativa Cristo de la Vega o Bodegas Crisve, es una bodega que trabaja en régimen de Cooperativa situada en Socuéllamos (provincia de Ciudad Real), en la cuenca del río Guadiana Alto y en pleno corazón de La Mancha. 
Es conocida principalmente por las marcas de vino embotellado que elabora bajo el sello de la D.O. La Mancha, como El Yugo, Marqués de Castilla, Siglo XVI, Cosan y vinos de mesa bajo la marca Cerro Mesones.
También se elaboran Sangrías, Mostos Azufrados y Vinos Ecológicos Blancos y Tintos. 

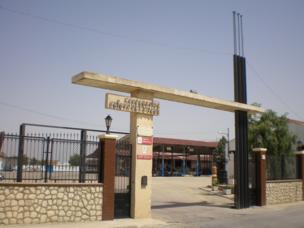
Entrada

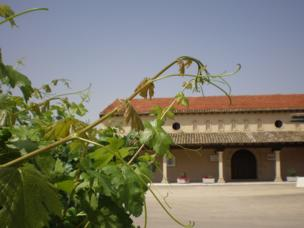
Bodegas

## Historia
En 1955 un grupo de 25 agricultores de Socuéllamos que más tarde se convirtieron en 59 decidieron empezar con un proyecto común el cual ya venían trabajando desde hacía algunos años: la elaboración de sus cosechas en régimen de cooperativa.
A pesar de los escasos medios económicos y materiales de los que disponían y con la vendimia casi a punto de comenzar decidieron arrendar una bodega del pueblo conocida como, Bodegas Bilbaínas S.A. propiedad de la compañía mercantil del mismo nombre y con domicilio en Bilbao, la cual adquirieron en propiedad dos años después, en 1957.
La capacidad de esta bodega era de 80.000 arrobas, 1.280.000 litros y el número de socios iba en aumento, por lo que dicha bodega pronto se quedó pequeña, siendo necesaria la compra de otra para continuar la actividad con ambas en funcionamiento. 
En 1990, adaptó sus Estatutos Sociales a la Ley General de Cooperativas, pasando a denominarse en aquel momento, Sociedad Cooperativa Cristo de la Vega, en anagrama Bodegas Crisve.

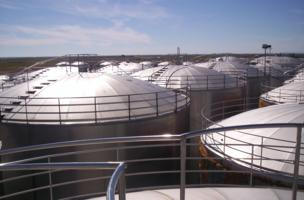
Vista depósitos Bodegas Cristo de la Vega

## En la actualidad
Actualmente es una de las bodegas/cooperativas más grandes de España y por consiguiente, de Europa en cuanto a producción, teniendo una capacidad de recepción diaria de hasta 5.000.000 de kilos de uva y almacenamiento de alrededor de 90.000.000 de litros de vino. 
Cuenta con más de 1.200 socios y una superficie total de viñedo de unas 14.000 hectáreas, donde se cultivan hasta 14 varietales diferentes donde la uva por excelencia es la variedad autóctona Airén que representa un 70% de las elaboraciones de vinos blancos. 
Aun así, también se elaboran otros varietales como Verdejo, Macabeo, Sauvignon Blanc o Moscatel. 
En varietales tintos destaca sobre todo el Cencibel pero también se elaboran vinos de calidad de las variedades Syrah, Merlot, Cabernet Sauvignon y Garnacha que cada campaña van en aumento debido a la modernización del viñedo y a los planes de reestructuración concedidos a los agricultores. 
Además, dispone de una Sala De Barricas con 1400 barricas de roble americano nuevas de tostado medio donde reposan sus vinos crianzas y reservas, que aportan un carácter muy personal. 

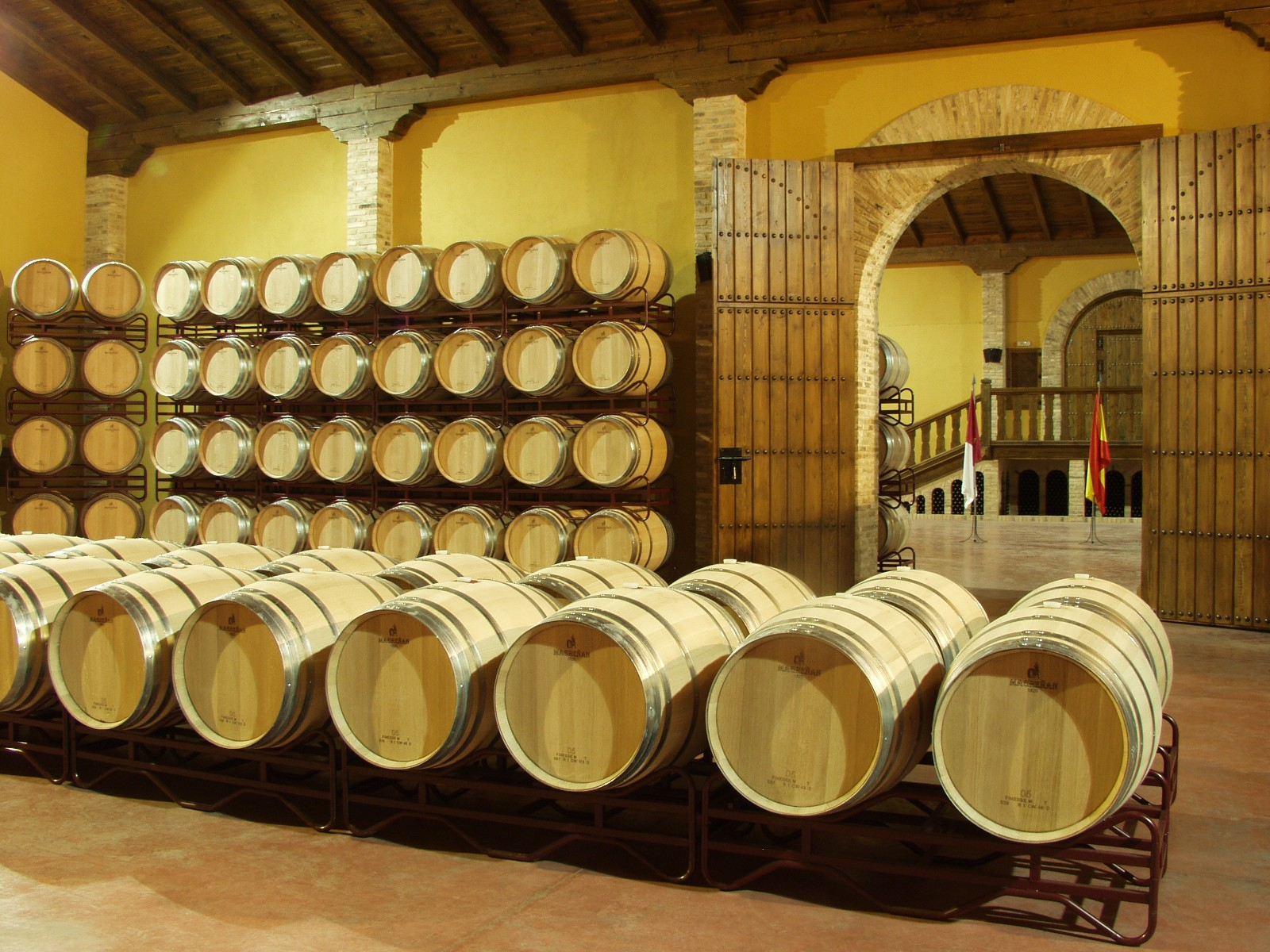
Nave de Crianza

## Vinos elaborados
Los vinos elaborados son generalmente vinos jóvenes del año blancos, rosados y tintos caracterizados sobre todo por su aromaticidad, juventud y frescura resultado de unas condiciones climáticas de veranos calurosos y fríos inviernos, que confieren una correcta maduración de la uva.
En la Sala de Barricas, además reposan los vinos Crianzas y Reservas que bajo el sello de la D.O. La mancha permanecerán 6 meses y 1 año respectivamente en los que los aportes de la madera al vino será la clave para la obtención de vinos de calidad antes del embotellado. 